# Fäbodsjön (Grundsunda socken, Ångermanland)
Fäbodsjön är en sjö i Örnsköldsviks kommun i Ångermanland och ingår i Husåns huvudavrinningsområde. Sjön har en area på 0,124 kvadratkilometer och ligger 43,5 meter över havet. Sjön avvattnas av vattendraget Husbybäcken.

## Delavrinningsområde
Fäbodsjön ingår i det delavrinningsområde (703561-166580) som SMHI kallar för Utloppet av Lakamarkssjön. Medelhöjden är 60 meter över havet och ytan är 6,38 kvadratkilometer. Det finns inga avrinningsområden uppströms utan avrinningsområdet är högsta punkten. Husbybäcken som avvattnar avrinningsområdet har biflödesordning 2, vilket innebär att vattnet flödar genom totalt 2 vattendrag innan det når havet efter 5,8 kilometer. Avrinningsområdet består mestadels av skog (82 procent). Avrinningsområdet har 0,47 kvadratkilometer vattenytor vilket ger det en sjöprocent på 7,4 procent.